# Frode Grodås
Frode Grodås (Volda, 24 d'octubre de 1964) és un exfutbolista noruec, que ocupava la posició de porter.

## Trajectòria
Va militar a diversos equips del seu país. Després de sis anys a les files del Lillestrom, va recalar a la lliga anglesa, on va romandre sis campanyes entre Chelsea i Tottenham. També va disputar la competició alemanya i l'espanyola. De nou a Noruega, va penjar les botes el 2006.
Al desembre del 2006 va retornar al Lillestrom, en qualitat d'entrenador de porters, a la vegada que exercia de tercer porter. Una sanció i una lesió del porter titular, a l'estiu del 2007, va obligar a asseure a la banqueta, encara que no va jugar.

## Selecció
Va ser internacional amb Noruega en 50 ocasions, tot participant en els Mundials de 1994 i de 1998.

## Títols
- Lliga noruega: 1989, 1996
- FA Cup: 1997
- DFB Pokal: 2001, 2002